# Boia-Mica-Tal
Das Boia-Mica-Tal ist ein Tal im südwestlichen Teil des Făgăraș-Gebirges in Rumänien. Es ist Teil des Natura-2000-Schutzgebietes.

## Flora und Fauna
Neben den Urwäldern in der Taiga Nordrusslands und den Urwaldgebieten in Skandinavien ist im Boia-Mica-Tal einer der letzten unberührten Urwälder Europas zu finden. Bedeutend sind mehrere über 400 Jahre alte Bäume, darunter eine auf 500 bis 520 Jahre alt geschätzte Buche. Damit gilt sie als die älteste Buche Rumäniens.
Wie auch im restlichen Făgăraș-Gebirge, kommen hier Braunbären vor.

## Kontroverse um Abholzung
Größere Aufmerksamkeit erhielt das Boia-Mica-Tal durch Berichte, dass die dort vorkommenden Wälder abgeholzt werden sollen.
Als Reaktion darauf riefen mehrere Naturschutzorganisationen dazu auf, die letzten Urwälder Rumäniens besser zu schützen, da die Abholzung stattfindet, obwohl die Wälder in Natura-2000-Schutzgebieten liegen. Die Wälder erfüllen zwar die Kriterien, um als Urwald geschützt zu werden, wurden jedoch noch nicht als solche registriert. Damit genießen sie entsprechend dem rumänischen Waldgesetz keinen ausreichenden Schutz.